# DRB Tadjenanet
El DRB Tadjenanet es un equipo de fútbol de Argelia que juega en el Campeonato Nacional de Argelia, la primera categoría de fútbol en el país.

## Historia
Fue fundado en el año 1971 en la comuna de Tadjenanet en la provincia de Mila por un grupo de deportistas dirigidos por el difunto presidente Tahar Chebihi y en gran parte de su historia la pasaron en las divisiones regionales.
Fue después de 2010 que inició un repunte que lo llevó a jugar en la Primera División de Argelia, y en la temporada 2014/15 logra por primera vez en su historia el ascenso al Campeonato Nacional de Argelia.
Su primer partido en la primera división fue una victoria 2-1 ante el RC Relizane, temporada en la que terminó en un honroso séptimo lugar.

## Palmarés
- División Nacional Aficionada de Argelia: 1

2013/14